# Paolo Poli
Pour les articles homonymes, voir Poli.
Paolo Poli, né le 23 mai 1929 à Florence et mort le 25 mars 2016 à Rome, est un acteur italien, principalement de théâtre et d'opérette. Il a également joué quelques rôles au cinéma et à la télévision. Ses pièces, qui ont souvent une forte connotation comique, se référaient à des classiques de la comédie et sont teintées d'un surréalisme onirique. Il incarnait souvent des rôles travestis.
« Parmi ses multiples visages cachés, le principal est celui d'un suave, poli et diabolique génie du mal : il est un loup sous une peau d'agneau, et dans ses farces sont parodiés à la fois les agneaux et les loups, l’atroce cruauté et l'innocence chaste et sage - Natalia Ginzburg »

## Biographie
Né à Florence le 23 mai 1929, Paolo Poli obtient sa laurea de littérature française avec une thèse sur Henry Becque. Il commence à jouer de petits rôles dans les théâtres d'avant-garde, comme La borsa di Arlecchino à Gênes. Des artistes comme Tina Pica et Polidor se sont inspirés de son art.
Il interprète et met en scène de nombreuses opérettes, comme Aldino mi cali un filino, Rita da Cascia, Caterina De Medici, L'asino d'oro, Les Voyages de Gulliver, La leggenda di San Gregorio, Il coturno e la ciabatta, La nemica de Dario Niccodemi. La pièce Rita da Cascia soulève de nombreuses polémiques et il reçoit de sévères critiques du président italien Oscar Luigi Scalfaro.
Encore en activité au-delà de ses quatre-vingt ans, il joue notamment en 2009 dans Sillabari, une comédie tirée des récits de Goffredo Parise.
Paolo Poli a aussi chanté et récité de la poésie avec sa sœur Lucia, et, à partir des années 1970, il a également participé à plusieurs spectacles à ses côtés. Il est l'un des premiers artistes italiens à avoir joué des rôles travestis et à s'être déclaré homosexuel.

## Théâtre

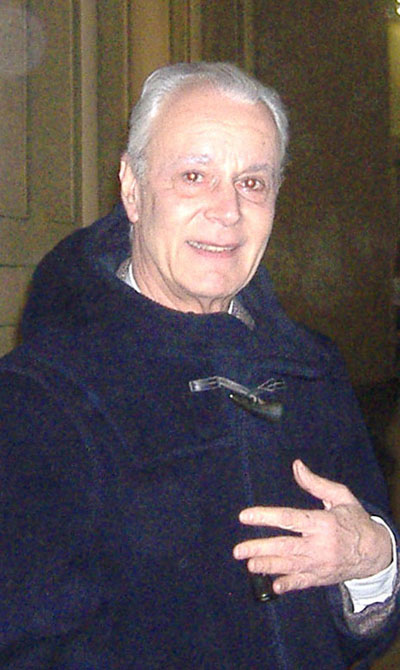
Paolo Poli à la sortie du Théâtre Carcano,
à Milan, en 2007.

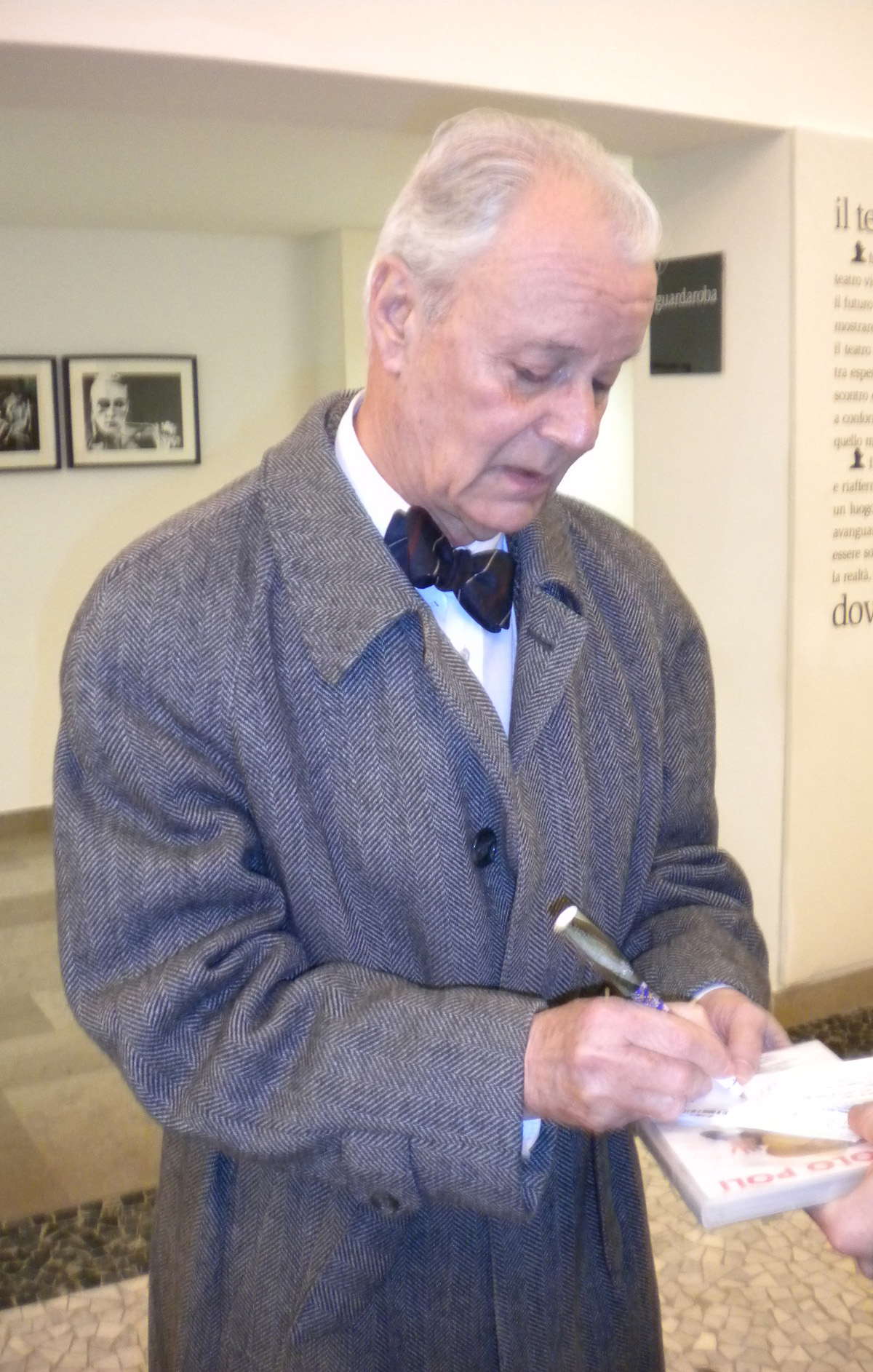
Paolo Poli, signe des autographes à la sortie du Théâtre dell'Elfo,
à Milan, le 5 janvier 2013.

- 1958 - Finale di partita (Fin de partie), de Samuel Beckett
- 1959 - Sorveglianza speciale, de Jean Genet
- 1960 - Mamma voglio il cerchio
- 1960 - Il novellino, de Masuccio Salernitano
- 1962 - Il Diavolo
- 1963 - Paolo Paoli, d'Arthur Adamov
- 1964 - Il mondo d'acqua, d'Aldo Nicolaj
- 1964 - Il candelaio, de Paolo Poli et Ida Omboni, repris de Giordano Bruno
- 1965 - Un Milione de Sergio Tofano
- 1966 - Rita da Cascia
- 1967 - Il suggeritore nudo, de Filippo Tommaso Marinetti
- 1968 - La nemica, de Dario Niccodemi
- 1968 - Brasile, avec Marco Messeri
- 1969 - Tito Andronico, avec Marco Messeri
- 1969 - La rappresentazione di Giovanni e Paolo
- 1969 - Carolina Invernizio
- 1970 - La vispa Teresa
- 1971 - Soirée Satie
- 1971 - L'uomo nero
- 1972 - Giallo!!!, d'Ida Omboni et Paolo Poli
- 1973 - Apocalisse
- 1975 - Femminilità
- 1976 - Rosmunda, de Vittorio Alfieri, avec Marco Messeri
- 1978 - Mezzacoda
- 1979 - Mistica, repris d'Antonio Fogazzaro
- 1980 - Il Morino, de Bruno Carbocci avec Marco Messeri
- 1981 - Paradosso, de Denis Diderot, Aldo Palazzeschi et Guido Gozzano
- 1982 - Bus, repris de Esercizi di stile (Exercices de style) de Raymond Queneau
- 1983 - Magnificat
- 1985 - Cane e gatto, de Aldo Palazzeschi, Tommaso Landolfi, Riccardo Bacchelli et Alberto Moravia
- 1986 - Farfalle, de Guido Gozzano
- 1988 - I legami pericolosi, de Choderlos de Laclos, avec Milena Vukotic
- 1990 - Il coturno e la ciabatta, d'Alberto Savinio
- 1992 - La leggenda di San Gregorio, de Hartmann von Aue
- 1994 - L'asino d'oro, d'Apulée
- 1997 - I viaggi di Gulliver (Les Voyages de Gulliver), de Jonathan Swift avec Pino Strabioli
- 1999 - Caterina De Medici, de La Reine Margot d'Alexandre Dumas
- 2000 - Il tranello di Medusa, d'Erik Satie
- 2001 - Aldino mi cali un filino, d'Aldo Palazzeschi
- 2002 - Jacques il fatalista (Jacques le fataliste et son maître), de Denis Diderot
- 2004 - Il ponte di San Luis Rey, de Thornton Wilder
- 2006 - Sei brillanti, de Mura (Maria Volpi Nannipieri), Paola Masino, Irene Brin, Camilla Cederna, Natalia Aspesi et Elena Gianini Belotti
- 2007 - Favole, de Charles Perrault et Jeanne-Marie Leprince de Beaumont
- 2008 - Sillabari, de Goffredo Parise
- 2010 - Il Mare, d'Anna Maria Ortese
- 2012 - Aquiloni, librement repris de Giovanni Pascoli

## Filmographie

### Cinéma
- 1954 : Les Amours de Manon Lescaut (Gli amori di Manon Lescaut) de Mario Costa
- 1954 : Les Deux Orphelines (Le due orfanelle) de Giacomo Gentilomo
- 1955 : Non c'è amore più grande de Giorgio Bianchi
- 1958 : Voyage de plaisir (Camping) de Franco Zeffirelli
- 1961 :  Cronache del '22, épisode Giorno di paga de Guidarino Guidi
- 1967 : Est-ce amour ou est-ce magie ? (Per amore... per magia...) de Duccio Tessari
- 1969 : H2S de Roberto Faenza
- 1970 : L'Âne d'or (L'asino d'oro: processo per fatti strani contro Lucius Apuleius cittadino romano) de Sergio Spina
- 1971 : La piazza vuota de Beppe Recchia
- 1978 : Le braghe del padrone de Flavio Mogherini

### Télévision
- Souper, mise en scène Vito Molinari, émission de 23 août 1960
- Tutto da rifare pover'uomo, feuilleton mise en scène Eros Macchi, 1960
- Ricordati di Cesare, comédie avec Dory Dorika, Elsa Merlini, Aldo Silvani, Federico Collino, Paolo Poli, Mila Sannoner, mise en scène Alessandro Brissoni, le 9 septembre 1962
- Champignol senza volerlo, mise en scène Silverio Blasi, 1963
- Gli equivici di una notte, de Oliver Goldsmith, mise en scène Edmo Fenoglio, 1964
- Chi non prova non ci crede, mise en scène de Carlo Di Stefano, 9 juin 1968
- Il Re non fa per me, série mise en scène de Massimo Scaglione en 1969
- Babau 70, variété de Ida Omboni et Paolo Poli, mise en scène de Vito Molinari. Réalisé en 1970, bloqué par la RAI et transmis seulement en 1976, avec Marco Messeri, Laura Betti, Adriana Asti, Camilla Cederna, Umberto Eco, Fabrizio De André
- Al Cavallino Bianco, opérette, 1974
- La strana storia del dottor White e del signor Black, mini-série mise en scène de Norman Mozzato en 1975
- Les Trois Mousquetaires mini-série mise en scène de Sandro Sequi en 1976, avec Marco Messeri, Lucia Poli et Milena Vukotic
- Épisode de La Crisalide de la mini-série Racconti di fantascienza, mise en scène d'Alessandro Blasetti, 1979.

## Œuvres
- Ida Omboni et Paolo Poli, Rita da Cascia, Milano Libri, Milan 1967.
- Ida Omboni et Paolo Poli, Carolina Invernizio, Milano Libri, Milan 1970.
- Paolo Poli, Telefoni bianchi e camicie nere (avec les textes des pièces L'uomo nero et Femminilità de Ida Omboni et Paolo Poli), Garzanti, Milan 1975.
- Ida Omboni et Paolo Poli, Giallo!, Arnoldo Mondadori Editore, Milan 1977.
- Ida Omboni et Paolo Poli, Mistica..., Editori del Grifo, Montepulciano 1980.
- Ida Omboni et Paolo Poli, Giuseppe Giuseppe! - filastroccario verdiano, Editori del Grifo, Montepulciano 1981.